# Chatouillement
Pour l’article homonyme, voir Chatouillement (torture).

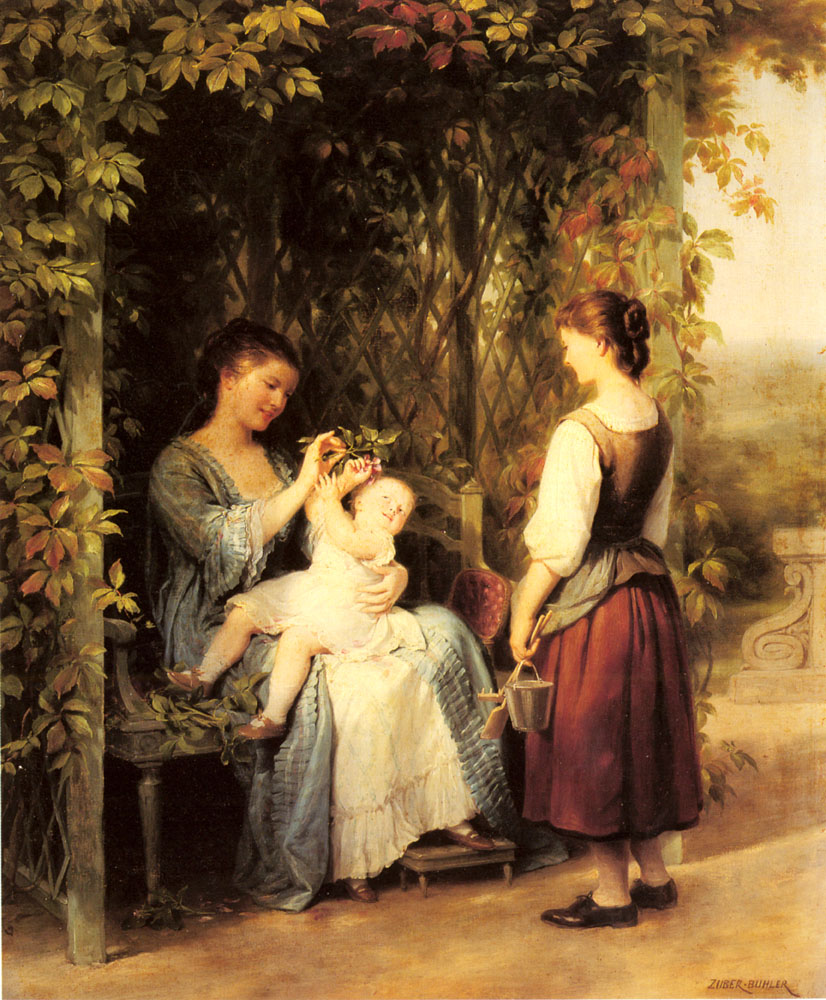
Tickling The Baby, tableau de Fritz Zuber-Bühler.

Le chatouillement est l'excitation de la peau par des attouchements légers et répétés, ou de la zone du diaphragme[pas clair], produisant une sensation agréable ou désagréable et pouvant entraîner un rire convulsif.

## Étymologie
La forme « chatouillement » est attestée en 1580, et « catouillement » au XIIIe siècle. « Chatouiller » est attesté à la fin du XIIIe siècle et se rencontre chez Oresme au XIVe siècle. En ancien français, on trouve les formes catiller,  catouiller, catouillier, cateillier, catillier ou encore chatoulher. « Chatouille » est attesté en 1787. « Chatouilleux, euse » est attesté en 1361 (sous la forme catoilleux). Dérivé moderne : « chatouillis », signifiant « petit chatouillement », se rencontre à partir de 1891.
Bien que l'origine soit incertaine, plusieurs hypothèses ont été avancées. Graziadio Ascoli postule que « chatouiller » et ses équivalents dans les autres langues romanes proviennent, via les termes dérivés catrulus, catriculus, catuculus, catruccius du latin catus, chat,. Chatouiller pourrait également être rapproché du latin catullire (être en chaleur) qui aurait évolué en catulliare et aurait eu le sens de « faire éprouver ». L'hypothèse la plus probable reste celle d'une origine onomatopéique car la succession de consonnes « k-t-l » se retrouve dans plusieurs langues indo-européennes. On trouve par exemple kittle en anglais, kitla dans les langues scandinaves, kitzeln en allemand. De même dans les langues gallo-romanes (katle). On rapproche k-t-l de g-t-l, et catillier donne gatillier ou dans les parlers du midi gatilha. Ces derniers termes évoquent grata (de fait les chatouilles reviennent à un doux grattage). Pour le Nouveau petit Robert, chatouiller pourrait venir directement du néerlandais katelen.
Synonyme : « titillation » (attesté en 1327), « titiller » (attesté en 1190 sous la forme tetiller, emploi rare jusqu'à la fin du XVIIIe s.), du latin titillo (« chatouiller ») et titillatio (« chatouillement ») : « chatouiller de manière à provoquer une démangeaison légère et agréable » (définition du Nouveau petit Robert, 2000).
On dit familièrement : « faire des chatouilles », des « papouilles » (1923, peut-être de palpouille (dialecte), de palper : chatouillement, caresse indiscrète), des « gouzi-gouzi » (ou « faire un gouzi-gouzi », 1950, onomatopée), ou des « guili-guili » (ou encore directement : « faire guili-guili ») (avant 1910, onomatopée).
A donné le patronyme Chatouillat, « variation de chatouilleux (au propre ou au figuré) » (Dictionnaire étymologique des noms de famille et prénoms de France, Albert Dauzat, Paris, Larousse, 1951).
Autre sens de « Chatouille » : jeune lamproie (sous cette forme chez Rabelais, XVIe s.), « altération d'après chatouiller, de satouille (XVe s.), antérieurement setueille, du latin vulgaire septocula (du latin septem oculi, sept yeux) ; la lamproie est appelée sept-œils, bête à sept trous, d'après ses sept paires d'orifices branchiaux [A. Thomas] » (définition du Dictionnaire étymologique de la langue française d'Albert Dauzat, Paris, Larousse, 1938).

## Physiologie
Pourquoi rions-nous quand on nous chatouille ? Pourquoi ne rions-nous pas quand nous nous chatouillons nous-mêmes ?

Ces questions ont intrigué des scientifiques depuis la nuit des temps, de Socrate (l'un des premiers théoriciens de la chatouille) à Charles Darwin, en passant par Platon.[réf. nécessaire]
D'après des expériences réalisées par l'université de San Diego[réf. nécessaire], les chatouilles déclencheraient un réflexe. Socrate y avait d'ailleurs noté un mélange de plaisir et de douleur. À ce jour[Quand ?], deux types de chatouilles ont été identifiés :
- celles provoquées par un passage léger sur la peau, qui donnent l'envie de frotter la zone lorsque la stimulation a cessé ;
- celles provoquées par des pressions répétées et plus fortes sur des zones particulièrement sensibles du corps, spécifique à chacun (côtes, pieds, ventre, etc.), qui suscitent le rire.

Lorsque l'on considère le chatouillement au niveau de ses qualités en tant que sensation, elle résulte d'une légère stimulation qui se déplace à travers la peau. Le caractère dual de chatouillement se réfère aux comportements associés qui incluent sourire, le rire, le retrait et l'horripilation.[pas clair] Le chatouillement peut être divisé en 2 catégories distinctes de sensation. La knismesis est la sensation gênante causée sur la peau par un mouvement léger comme un insecte rampant. Il peut également être appelé « gale mobile ». Cette sensation est souvent suscitée par les animaux et les insectes rampants, comme les araignées, les moustiques, les scorpions et / ou les coléoptères ; cela pourrait être la raison de l'évolution de cette sensation chez les vertébrés[réf. souhaitée]. La gargalesis, d'autre part, est une sensation agréable (provoquant le rire, ou d'autres comportements analogues) causée par une pression plus profonde qui va à travers la peau dans diverses régions du corps ; elle est considérée comme limitée aux humains et autres primates, mais certaines études ont montré que les rats peuvent être chatouillés ainsi.  

### Se chatouiller soi-même
Depuis au moins Aristote, il est établi que dans la plupart des cas, lorsqu'une personne se chatouille elle-même, elle ne ressent pas les mêmes sensations que si la chatouille est administrée par une tierce personne. Plusieurs hypothèses ont été avancées pour expliquer ce phénomène : la prédictibilité de la simulation, la présence d'une rétroaction de la part du bras effectuant la chatouille, la présence d'une décharge corollaire due au mouvement du bras effectuant la chatouille ou l'absence de contexte social ou sexuel. Diverses expériences ont été réalisées pour expliquer ce phénomène.
Au laboratoire de psychologie de l'université de Cambridge, des expériences réalisées en 1971 avec une machine permettant de se chatouiller de façon automatique ont montré de façon expérimentale que lorsqu'une personne se chatouille elle-même, la sensation est beaucoup moins importante que lorsque la chatouille est administrée par une tierce personne.
Une autre étude utilisant un robot fut réalisée à l’Institut de neurologie de Londres. Dans le premier cas, lorsqu'un robot contrôlé de l’extérieur stimule les patients, la sensation de chatouillement est normalement perçue. Dans la seconde expérience, les sujets disposaient d’un bouton de commande du robot chatouilleur, ce qui finalement ne produisait aucune réaction. Dans la troisième expérience, les sujets commandaient le robot dont les stimulations étaient décalées de quelques fractions de secondes. À partir d’un délai d’un cinquième de seconde, les sujets répondaient à la stimulation. Ces expériences montrent qu'une zone du cervelet est active et qu'une anticipation des conséquences en avertissant le cerveau permet de ne pas tenir compte des stimulations à venir. La troisième expérience montre que l'avertissement du cervelet vers le cerveau est limité dans le temps et qu'après un certain délai, le cerveau réagit à nouveau à la stimulation. Cela nous montre également que le cerveau est capable de filtrer les messages sensoriels provoqués par nos propres actions, ce qui lui permet de rester réceptif aux informations venant de l'extérieur.

## Chatouilles et sexualité
D'après Paul Hubert Benamou, le chatouillement des pieds provoque essentiellement une « réaction de sexualité » : il cite notamment les cas de la reine d'Égypte Hatchepsout, qui se faisait chatouiller par des eunuques, et des tsarines qui employaient à plein temps des eunuques pour leur chatouiller les pieds. Certaines personnes se disent « fétichistes des chatouilles » bien que cette pratique n'ait pas les caractéristiques d'un fétichisme sexuel. Selon le sexe aussi, une personne peut plus aimer les chatouilles à certains endroits. Selon une étude anglaise, 20 % des hommes contre 90 % des femmes sont chatouilleux sous la plante des pieds[réf. nécessaire].

## Torture par chatouillement
Le chatouillement ne peut être ressenti que dans une situation où la personne a une relative confiance en l'autre. En effet les sensations ne passant pas par le système nociceptif (de la douleur), le cerveau peut donc « choisir » l'impact d'une sensation. L'état mental est primordial dans la perception des chatouilles. Lors d'une séance de torture, on n'a pas confiance en son bourreau, dans la mesure où l'on craint pour sa vie. Mais il est tout à fait possible de torturer sérieusement quelqu'un en le chatouillant.